# Еклектик (Алабама)
Еклектик (енгл. Eclectic) град је у америчкој савезној држави Алабама. По попису становништва из 2010. у њему је живело 1.001 становника.

## Демографија
Према попису становништва из 2010. у граду је живело 1.001 становника, што је 36 (3,5%) становника мање него 2000. године.
| Група             | 2000.       | 2010.       |
| Белци             | 802 (77,3%) | 853 (85,2%) |
| Афроамериканци    | 199 (19,2%) | 110 (11,0%) |
| Азијати           | 1 (0,1%)    | 0 (0,0%)    |
| Хиспаноамериканци | 19 (1,8%)   | 13 (1,3%)   |
| Укупно            | 1.037       | 1.001       |